# Де Смет
 Де Смет  (нидерл. de Smeth) — русский баронский род нидерландского происхождения.
В 1584 году семья эмигрировала из Брюсселя в Кёльн, а спустя полвека — в Амстердам. Семья занималась торговлей шёлком, а с XVIII столетия — банковским делом.
Именным Высочайшим указом от 15 марта 1772 года амстердамские банкиры Теодор (27 апреля 1710 — 17 ноября 1772) и Раймонд де-Смет из фирмы Raymond en Theodoor de Smeth en Co. возведены с нисходящим их потомством в баронское Российской Империи достоинство.

## Описание герба
Высочайше утверждённый 16 декабря 1772 г. герб Де-Смета баронов Теодора и Раймунда, амстердамских банкиров:
В золотом поле три подковы вниз натурального цвета. Между ними в центре в серебряном малом щитке чёрная восьмиконечная звезда. В червлёной вершине щита императорская корона. Над щитом баронская корона, на ней два коронованных шлема. Нашлемники: — два орлиных крыла. Левое чёрное, правое золотое. Между крыльев по медведю с червлёными языками. Намёт: золотой, подложенный чёрным.
Герб баронов де Смет внесён в Часть 13 Сборника дипломных гербов Российского Дворянства, невнесённых в Общий Гербовник, стр. 50. Дата обращения: 11 июня 2013. Архивировано 11 июня 2013 года..